# ニューグラウンズ
ニューグラウンズ（Newgrounds, Inc.）とは1995年よりアメリカ合衆国ペンシルベニア州出身のトム・ファルプが運営し数多くのユーザーによりMacromedia Flash作品を投稿されているポータルサイトである。プロやアマチュアが自作したゲーム、動画、音楽などがある。略称はNG。2006年12月時点で100万人以上の登録ユーザーと35万個以上の作品が存在する。ユーザーは投稿された作品を批評し、投票する事が奨励され人気の無い作品（200票未満）、評価の悪い作品は自動的に削除されるシステムになっている。キャッチフレーズは"Everything, By Everyone"（あらゆるものを、あらゆる人の手で）。

## 投票制度
0〜5のスケールから投票することができる。一日につき５票投票するごとに経験値を入手出来、一定の値に達するごとにレベルが上がってより一票の有効性が強まる（同じ日に６票以上投票しても投票力に影響はない）。ログインしていないユーザーも投票できるが、経験値を稼ぐことはできない。ちなみにゲームとフラッシュの評価ボタンはPico's schoolというゲームの主人公、ピコの顔になっている。

## 作品の種類
ゲーム、映像、オーディオ、イラストが投稿できる。ページは作品のカテゴリーごとに分けられており、投稿に必要な条件や審査の方法などに少しずつ違いがある。

### ゲーム
作品は無条件で投稿できるが、公開するには審査を通過する必要がある。全体的な作品の扱いは映像作品に似ているが、ゲーム中で特定の条件を達成したことを示すアチーブメントを設定できる。

### 映像
作品は無条件で投稿できるが、公開するには審査を通過する必要がある。

### オーディオ
作品は無条件で投稿でき、審査もされない。作品の存続はユーザーの投票で決まる。

### イラスト
審査はないが、作品を公開するには既に公開する権利を持っている他のユーザーから公開権を貰う必要がある。

## レーティング制度
ユーザーは作品を投稿する際に作品に含まれる性（Nudity、Text）、暴力（Violence）、不適切な言葉（Audio）、成人向け（Adult theme）の要素の程度をなし（None）、多少（Some）、多量（Lots）からそれぞれ指定する。選択した程度の組み合わせにより以下の四段階レーティングのいずれかに自動的に分類される。
- E（Everyone）全年齢対象　いずれも「None」に分類された場合
- T（Teen）13歳以上対象
- M（Mature）17歳以上対象  Nudityが「some」、あるいはそれ以外が「Lots」の場合
- A（Adult）18歳以上対象　Nudityが「Lots」の場合

尚2014年以降Aの作品のみ検索するにログインが必要になっているが、このレーティングに基づく実質的な閲覧制限があるわけでは無く（但しゲームと映像は再生事前に成人向けである注意喚起がなされる）、ログインしていないと一部の作品を見られない等といったことは無い。

## コメント機能
ログインしている者は0~5の星で評価を示し（投票のスケールとは別に集計される）作品に対する意見や感想を書くことができる。但し一般的なお絵かきサイトと異なる点として、その意見や感想が作者にとって有用で建設的であることが義務付けられていることが挙げられる。例えば、「つまらん」「気に入った！」等のそう思った理由が具体的に述べられていないコメントはふさわしくないとされる。批判（星が0~1）なら改善点を述べたもの、支持（星が2~5）ならその作品が気に入った理由を添えたものでなければならない。批判支持のどちらであるかに関わらず、作者に無益なコメントを繰り返していると罰則の対象となることがある。またコメントは規約違反等の特別な場合を除き消すことができないので、軽い気持ちで書き込むことは許されない。

## アンダージャッジメント
新しく投稿された動画やゲームは一般公開される前にアンダージャッジメント（Under Judgement）というページに表示される。投稿者以外のユーザーはここで作品を見た後に投票ボタンで作品を採用するか没にするか自分の判断を下すことが出来る（1~2は没、3~5は採用への票になる）。作品はしばらく後に審査結果に従って採用ないし却下される。また、審査を通過した作品でも後で評価が悪くなると削除されることがある。

## 死亡記事（Obituaries）
クラシックポータルのページからアクセスすることができる削除された作品の一覧表。日付を選択して検索するとその日削除された作品の一覧が表示され、各作品をクリックすると墓場に例えた専用のフラッシュが再生される。このフラッシュ内の墓石を見ることでその作品の投稿日、削除された日、消された理由を知ることができる。ただし利用規約違反で削除された作品はこのページに残らず、詳細を見ることはできない。墓石の隣には何種類かある不気味な生物（遺骨、引き裂かれて内臓が出たファイル等）がランダムで表示される。

## 歴史
- 1995年 トム・ファルプによって設立。